# Teràpia gestalt
La teràpia Gestalt és un tipus de psicoteràpia que pertany a la psicologia humanista (o Tercera Força). Es caracteritza per no estar feta exclusivament per a tractar malalts, sinó també per desenvolupar el potencial humà. Va néixer a la dècada dels 40 amb la publicació del llibre: Ego, hunger and aggression: The Beginning of Gestalt Therapy escrit per Fritz Perls. El nom de 'Gestalt' ve de la Psicologia de la Gestalt. Alguns dels defensors més importants d'aquest corrent humanista són: Fritz Perls, Laura Perls, Paul Goodman, Ralph F. Herferline, Gianni Francesetti, Margherita Spagnuolo-Lobb, Jean Marie Robine, Carmen Vázquez Bandín, Claudio Naranjo, Adriana Schnake, etc.

## Fonaments
Es basa en: 
- L'aquí i ara: viure i sentir el present. Viure i sentir la realitat.
- L'adonar-se'n (awareness): és el pacient qui s'ha d'adonar del que li passa. Només es necessita ser conscient per canviar (si es desitja) una conducta.
- Acceptar el que som: No acceptar els ‘hauries' (excepte els dits per un mateix), ser responsable dels propis actes.
- Donar més importància al ‘com’ més que al ‘per què’: ¿Com et trobes?, ¿Com et trobes en aquesta situació?, ¿Com et trobes ara?

El terapeuta gestàltic té la funció de guiar el pacient perquè esdevingui conscient de la seva situació (l'adonar-se'n"). Hi ha una interacció de jo, tu, nosaltres; es trenca la dicotomia terapeuta-pacient.

### Estrats del jo
En teràpia gestalt s'entén per estrats del jo, cinc capes que cobreixen la naturalesa potencial de la personalitat que haurien de treballar-se en qualsevol procés terapèutic a mesura que aquest avança. Aquest concepte va ser establert per Fritz Perls (1893-1970), metge, psiquiatre i psicoanalista alemany, fundador de la Teràpia Gestalt. Segons Perls, la neurosi es desenvolupa en cinc estrats fàcilment identificables.
Aquestes cinc particions neuròtiques funcionen com a capes que cobreixen l'autenticitat del vertader “self”.
En el procés gestàltic de teràpia basat en el treball cap a una major consciència d'un mateix i del moment present, cursar el pas per cadascuna d'aquestes capes suposa el camí cap a una major consciència de si mateix, autenticitat i presència.
Ordenades de més externa i, per tant, més artificials de la personalitat, a més profundes i, per tant, més autèntiques del “jo” són les següents:
Estrat del fals jo: Suposa la capa més visible de la nostra presència. És allò que aparentem, la nostra “façana”, allò que mostrem ser.
Estrat del "com si":
És el nostre caràcter o forma habitual i rígida d'actuar: els rols que utilitzem per a manipular els altres, el fet d'actuar com si fóssim això o allò.
Estrat fòbic: Suposa les pors davant allò que desconeixem de nosaltres mateixos, el descontrol, les inseguretats. Allò que s'evita mostrar als altres, ferides profundes, pena, dolor, tristesa o desesperació.
Estrat implosiu: Un cop descobert l'estat anterior, es dona una sensació de buit, de manca d'energia. El procés aquí ha tocat fons. L'estrat implosiu suposa un punt d'inflexió, de canvi, un estat temporal de confusió, immobilització. Apareixen les crisis d'identitat o existencials. Posterior a l'estrat fòbic i anterior a l'estrat explosiu, és el lloc on es troba tota l'energia estancada per mantenir les capes anteriors. La vitalitat congelada o dirigida cap a nosaltres per a mantenir les nostres defenses.
Estrat explosiu: S'expressen les energies estancades, es detona l'autenticitat per a donar pas al “jo” vertader que es mantenia amagat. Es connecta amb el goig, el valor, el plaer i l'allò autèntic.
El "jo" vertader.